# Muban
Muban (Thai: หมู่บ้าน) is het laagste niveau van de administratieve indeling van Thailand. Een muban is het Thaise woord voor een dorp of gehucht. In 2008 waren er 74.944 mubans in Thailand. Uit een onderzoek uit 1990 bleek dat een muban gemiddeld 746 inwoners en 144 huishouders had. Muban is een samengesteld woord en bestaat uit mu (een groep) en ban (een huis). Elke muban heeft een burgemeester met als uitzondering thesaban mueangs en thesaban nakhons.